# 강서대학교
강서대학교(江西大學校, Gangseo University)는 서울특별시 강서구의 사립 대학이다.

## 연혁
1958년 4월 19일, 선교사 해스켈 체셔(L. H. Chesshir)가 서울특별시 용산구 효창동 일대에 한국기독교학원으로 설립하였다. 1960년 9월 1일, 서울특별시 영등포구 상도동 일대에 교사를 이전하고, 1961년 11월 3일, 현재의 교사인 서울특별시 강서구 일대로 이전하였다. 1965년 2월 5일, 한국그리스도의교회신학교로 교명을 변경하였다. 1973년 12월 29일, 그리스도신학대학으로 교명을 변경한다. 1997년 2월 5일, 그리스도신학대학교로 교명을 변경한다. 2004년 11월 17일 그리스도대학교로 교명을 변경한다. 2015년 9월 1일, 케이씨대학교로 교명을 다시 변경하고, 2022년 4월 19일, 강서대학교로 교명을 변경하여 현재에 이르고 있다.

## 교육편제

### 학부
강서대학교의 학부는 단과대학 설치 없이, 인문·사회, 자연, 예·체능 등 3개 계열을 자체적으로 설정하고 7개 학과를 설치하여 학사 학위 과정을 교수하고 있다.

### 대학원
강서대학교의 대학원은 일반 1개원, 특수 3개원으로 구성한다. 일반대학원의 경우, 석사 2학과, 박사 2학과 과정을 지원하고 있다. 특수대학원으로 교육대학원, 사회복지대학원, 신학대학원을 설치하고 있다.

## 학생 활동

### 축구부
강서대학교는 남자 축구부를 2017년 창단하여 운영 중에 있다.

## 캠퍼스 풍경
강서대학교는 서울특별시 소재 사립 대학으로, 화곡동에 캠퍼스가 소재한다. 캠퍼스 내 9개 건축물이 위치하고 있다. 캠퍼스 북서부, 까치산로24길과 연결된 정문을 통해 캠퍼스 접근이 가능하다. 캠퍼스 내 도로는 정문에서 이어진 도로가 북동부 방향으로 수평으로 이어지는 구조로 되어 있다.

### 건축물
- 창의관: 평생교육원과 멀티미디어실이 위치해 있다.
- 본관: 1층에 대학 본부가 위치한다. 지하 1층에 지하채플실과 교수학습지원센터가 있다. 2층, 3층과 4층에 강의실이, 5층에 교수연구실로 구성된다.
- 과학관: 2017년 신축된 건물로 지상 3층과 지하주차장으로 이루어졌다. 간호학과, 식품영양학과 등의 전공 수업이 이루어지는 곳이다.
- 진리관: 학생상담센터가 위치하며, 2층과 3층은 학생생활관으로 사용된다.
- SG혁신관: 체계적인 학생 지원 프로그램 및 자유로운 비교과 활동 지원
- 도서관: 도서관은 2층으로 이루어져 있다.
- 성서관: 1층에 학생회와 동아리실, 학생식당과 카페 등이 있다. 2층에 교수연구실이 위치하고, 3층에 채플예배실로 구성된다.